# Gerersdorf-Sulz
Gerersdorf-Sulz è un comune austriaco di 1 009 abitanti nel distretto di Güssing, in Burgenland.